# Moviestar (Harpo)
«Moviestar» (también lanzada como «Movie Star») es una canción escrita y grabada por el cantautor sueco Harpo. Durante el invierno de 1974-1975 escribió la canción y la dedicó a un amigo suyo que había conocido en la escuela de teatro. Este amigo tenía la ambición de convertirse en actor, lo que le pareció divertido. Dijo que sentía que la mayoría de los actores eran mejores fuera de la pantalla que dentro de ella, lo que diría que influyó en la letra.

## Antecedentes y lanzamiento
La sesión de grabación de la canción se llevó a cabo el 27 de febrero de 1975 en el estudio EMI de Estocolmo. Los coros de la canción fueron proporcionados por Anni-Frid Lyngstad de ABBA y la segunda voz femenina de acompañamiento fue Lena Ericsson, quien también tenía vínculos con ABBA. Bengt Palmers no pensó que el arreglo de la canción fuera del todo correcto al final de la sesión de grabación, por lo que, sin el conocimiento de Harpo, a la mañana siguiente volvió a grabar la mayor parte del acompañamiento musical con la ayuda de varios músicos de estudio. Durante esta sesión también se grabó una pista vocal en sueco.
Fue lanzado en toda Europa al mismo tiempo el 18 de julio de 1975, a través de EMI Records. En Suecia, Francia y el Reino Unido, el sencillo tenía como cara B «Teddy Love», coescrito por Palmers y Harpo. En el resto de Europa continental, tenía como cara B «I Don't Know Why», canción extraída de su álbum debut «Leo the Leopard» del año anterior. Tuvo un gran atractivo en el mundo de habla alemana, alcanzando el número uno en Alemania, Austria y Suiza . También se convertiría en un éxito en Oceanía, alcanzando el top ten tanto en Australia como en Nueva Zelanda . Para ampliar su atractivo comercial en Suecia, la versión en sueco de "Moviestar" se publicó como sencillo y finalmente también alcanzó el número en Svensktoppen en 1976. Al ver el éxito comercial que tuvo en Europa continental, la sucursal británica de EMI intentó relanzar el sencillo en su sello, lo que llevó a que "Movie Star" se convirtiera en un éxito en las listas del Reino Unido, alcanzando el puesto 24 en mayo de 1976.

## Posicionamiento en listas
| \| Lista (1975-1976) \| Máxima posición \| \| ------------------- \| --------------- \| \| Alemania Occidental \| 1[3] \| \| Austria \| 1[4] \| \| Australia \| 3[5] \| \| Dinamarca \| 1[6] \| \| Finlandia \| 10[7] \| \| Francia \| 32[8] \| \| Irlanda \| 13[9] \| \| Noruega \| 1[10] \| \| Nueva Zelanda \| 9[11] \| \| Países Bajos \| 3[12] \| \| Reino Unido \| 24[13] \| \| Suecia \| 1[14] \| \| Suiza \| 1[15] \| |                 |
| Lista (1975-1976) | Máxima posición |
| Alemania Occidental | 1               |
| Austria | 1               |
| Australia | 3               |
| Dinamarca | 1               |
| Finlandia | 10              |
| Francia | 32              |
| Irlanda | 13              |
| Noruega | 1               |
| Nueva Zelanda | 9               |
| Países Bajos | 3               |
| Reino Unido | 24              |
| Suecia | 1               |
| Suiza | 1               |

## Estructura musical y letra
Líricamente, la canción sigue a un aspirante a actor que sueña con convertirse en un actor respetable y famoso. La letra, escrita desde una perspectiva en tercera persona, revela que este actor sólo ha aparecido en anuncios de televisión que no coinciden con sus aspiraciones. Harpo alude a James Bond, Steve McQueen y James Dean como comparación con este actor. Haciendo referencia a su país de origen, presentó una frase sobre este actor que viaja a Suecia para "conocer a Ingmar Bergman" quien "simplemente no estaba allí".
Musicalmente, la canción es bastante alegre con una influencia significativa tanto de la música disco como de Schlager. Tiene un compás estándar de 4/4 y la mayor parte de la composición está ambientada en la clave de La mayor, pero presenta modulaciones significativas que aparecen después de cada estribillo. En total se pueden escuchar tres modulaciones a lo largo de la canción. La canción incorpora instrumentación poco convencional a través de un triángulo que prevalece especialmente durante la introducción y los estribillos.

## Recepción crítica
Tras su lanzamiento en Suecia, el sencillo fue revisado por Expressen, quien escribió que "Moviestar es una canción bonita" que tiene varias capas de profundidad, con una "producción maravillosa" de Bengt Palmers. Destacan la interpretación vocal de Harpo, que, según afirman, se transmite por el acompañamiento y elogian especialmente al bajista. Aftonbladet escribió que "Moviestar ciertamente merecía el éxito en las listas que obtuvo en toda Europa" debido al estribillo pegadizo, las "letras divertidas e intrigantes" y una excelente producción. En Record Mirror, Jan Iles calificó la canción de "fresca" y "comercial", y escribió que es un "producto de rock glamoroso, G-plan y estilizado".

## Recepción comercial y legado
Harpo ha vendido 20 millones de discos, la mayoría de los cuales son ventas de «Moviestar». En 1995, un estudio reveló que fue el segundo sencillo más vendido en la historia de Suecia entre 1975 y 1995, sólo por detrás de «Shenandoah» de Jan Lindblad . En Noruega, la canción es el 30.º sencillo más vendido de la historia, mientras que es el 73.º sencillo más exitoso en Suecia. Por ello se lo cita como uno de los mayores éxitos europeos de los años 1970. En Alemania existe la tradición de bailar «Moviestar» durante las bodas, algo que a Harpo le parece extraño ya que la canción no hace ninguna referencia al amor. La canción y Harpo se han ganado un culto entre los alemanes, lo que ha llevado a Harpo a regresar al país con mucha frecuencia en los años posteriores.
La melodía fue utilizada por el artista holandés Alexander Klerx, cambiando el título a «Leugenaar» o Mentiroso, y habla de una historia de traición romántica.

## Créditos y personal
Créditos musicales tomados del álbum Moviestar de 1976, a menos que se indique lo contrario: 
| - Harpo - voz, guitarra - Bengt Palmers – producción, arreglos, guitarra, bajo - Finn Sjöberg – guitarra - Göran Fristorp – guitarra - Janne Lindgren –steel guitar - Mike Watson - bajo - Rutger Gunnarsson – bajo - Derek Skinner - batería - Erik Romantschicz – batería | - Roger Palm - batería - Kjell Öhman – teclados - Per-Erik Hallin - teclados - Jan Bandel – percusión - Lorentz Larsson – oboe - Anni-Frid Lyngstad - coros - Lena Ericsson - coros - Björn Norén – ingeniero |